# Ca Torné
Ca Torné és un conjunt d'edificis de Valls (Alt Camp). És una obra protegida com a Bé Cultural d'Interès Local.

## Descripció
Conjunt de dos edificis situats al carrer Sant Antoni. Típiques construccions del segle xix, amb cornises motllurades i línies d'imposta que situen exteriorment els forjats i separen les diverses plantes, finestres balconeres amb volades de pedra i baranes metàl·liques. El corresponent al número 55, destaca per l'arc rebaixat del portal d'accés amb un relleu en forma de cartel·la que sobresurt de la dovella clau. L'edifici que correspon al número 57 presenta reformes en les obertures de la planta baixa.